# Defenders
Die Defenders (englisch: Verteidiger, irisch Na Cosantóirí) waren ein Geheimbund im Irland des späten 18. Jahrhunderts. Dieser katholisch geprägte Bund wurde 1784 im County Armagh gegründet, als politischer und militanter Gegenpol zu den protestantischen Orange Boys, die 1795 zum noch heute bestehenden Oranier-Orden wurden.
Armagh war einer der Brennpunkte im Konfessionenkonflikt in der alten Provinz Ulster. Innerhalb der ersten Jahre ihres Bestehens gründeten die Defenders lokale Zellen, die sich, von der Struktur der Freimaurer beeinflusst, als Bruderschaften in Logen organisierten. Sie rekrutierten sich vornehmlich aus Katholiken, die der ländlichen Unterschicht angehörten.
Im Zuge häufiger gewalttätiger Auseinandersetzungen mit den Orange Boys flüchteten viele Defenders in die Provinzen Leinster und Connaught, wo sie sich bis 1796 weiter etablieren konnten.
Im Vorfeld der irischen Rebellion von 1798 kam es immer wieder zu nächtlichen Überfällen der Defenders auf Güter des protestantischen Landadels, um Waffen für den bevorstehenden Aufstand zu erbeuten. Zum Zeitpunkt des Ausbruchs der Rebellion waren die Defenders bereits mit der Society of United Irishmen verbündet, die grundsätzlich dieselben Ziele verfolgte, wie die irische Unabhängigkeit von Großbritannien und die zivile und geistliche Gleichstellung der Einwohner. 
Als der Aufstand 1798 in Ulster begann, führten die Defenders die ersten Gefechte gegen die in irischen Garnisonen stationierten britischen Truppen und die Yeoman-Milizen. Bei den ersten Schlachten in Wexford wurden die United Irishmen ebenfalls durch Einheiten der Defenders unterstützt. Im weiteren Verlauf der Rebellion zeigte sich jedoch der entscheidende Unterschied zwischen den beiden aufständischen Gruppen: Abgesehen davon, dass die United Irishmen besser organisiert waren, versuchten sie zudem in ihren Reihen weitestgehend, keine Unterschiede zwischen den Konfessionen zu machen, während die Defenders ein strikt katholischer Bund blieben. So nahm ihr Einfluss mehr und mehr ab. Nach der Niederschlagung des Aufstandes waren die Defenders praktisch bedeutungslos geworden. Erst die Ribbonmen nahmen ab etwa 1817 ihre politischen Ansätze wieder auf.